# Wladimir Sergejewitsch Petscherin

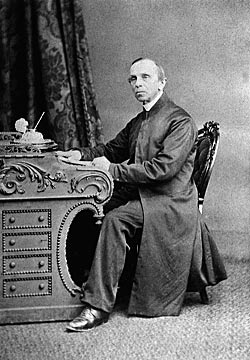
Wladimir Sergejewitsch Petscherin

Wladimir Sergejewitsch Petscherin (russisch Владимир Сергеевич Печерин; wiss. Transliteration Vladimir Sergeevič Pečerin, auch Vladimir Petcherine; * 27. Juli 1807; † 29. April 1885 in Dublin) war ein russischer Gelehrter und Dichter. Er war Absolvent der Petersburger Universität und Professor für griechische Philosophie an der Moskauer Universität. Später wurde er Redemptorist. Er gilt als der erste russische politische Emigrant. Petscherin arbeitete als Chaplain am Mater Hospital in Dublin. Seine Lebenserinnerungen erschienen 1932 in Moskau und 2008 auch auf Englisch. Herzen berichtet in seinen Lebenserinnerungen, der Hellenist „wurde Jesuitenpater und verbrennt jetzt protestantische Bibeln in Irland“

## Zitate
- "Wie süß ist es, sein Heimatland zu hassen und sehnsüchtig nach seinem Untergang zu streben – und in seinem Untergang das Heraufkommen universeller Wiedergeburt zu erkennen."[2]. Das Zitat wurde im Film Das Rußland-Haus (1990) verwendet.

## Werke
- R. Katz (ed.): The First Russian Political Emigre. Notes from Beyond the Grave, or Apologia Pro Vita Mea: Vladimir Pecherin. 2008, ISBN 1-904558-93-3